# Mistrovství Evropy juniorů v ledním hokeji 1982
Mistrovství Evropy juniorů v ledním hokeji 1982 byl 15. ročník této soutěže. Turnaj hostila od 29. března do 4. dubna švédská města Ängelholm a Tyringe. Hráli na něm hokejisté narození v roce 1964 a mladší.

## Výsledky
Polsko se turnaje nezúčastnilo, v hracím plánu jej nahradila švédská reprezentace do 17 let, vystupující pod hlavičkou  Švédsko B. Zápasy se švédským béčkem nebyly brány za oficiální utkání mistrovství.

### Základní skupiny
| Poř. | Tým           | URS | FIN | SUI | SWE | Z | V | R | P | Skóre | B |
| 1.   | Sovětský svaz | —   | 6:3 | 8:1 | 8:3 | 2 | 2 | 0 | 0 | 14:4  | 4 |
| 2.   | Finsko        | 3:6 | —   | 4:2 | 5:4 | 2 | 1 | 0 | 1 | 7:8   | 2 |
| 3.   | Švýcarsko     | 1:8 | 2:4 | —   | 0:9 | 2 | 0 | 0 | 2 | 3:12  | 0 |
| N    | Švédsko B     | 3:8 | 4:5 | 9:0 | —   | — | — | — | — | —:—   | — |

| Poř. | Tým     | SWE  | TCH  | GER | FRA  | Z | V | R | P | Skóre | B |
| 1.   | Švédsko | —    | 3:2  | 6:1 | 23:1 | 3 | 3 | 0 | 0 | 32:4  | 6 |
| 2.   | ČSSR    | 2:3  | —    | 5:1 | 24:2 | 3 | 2 | 0 | 1 | 31:6  | 4 |
| 3.   | SRN     | 1:6  | 1:5  | —   | 3:3  | 3 | 0 | 1 | 2 | 5:14  | 1 |
| 4.   | Francie | 1:23 | 2:24 | 3:3 | —    | 3 | 0 | 1 | 2 | 6:50  | 1 |

### Skupiny o konečné umístění
Vzájemné výsledky ze základních skupin se započetly celkům i do skupin o konečné umístění.
| Poř. | Tým           | SWE   | TCH   | URS   | FIN   | Z | V | R | P | Skóre | B |
| 1.   | Švédsko       | —     | (3:2) | 5:3   | 7:5   | 3 | 3 | 0 | 0 | 15:10 | 6 |
| 2.   | ČSSR          | (2:3) | —     | 7:3   | 8:3   | 3 | 2 | 0 | 1 | 17:9  | 4 |
| 3.   | Sovětský svaz | 3:5   | 3:7   | —     | (6:3) | 3 | 1 | 0 | 2 | 12:15 | 2 |
| 4.   | Finsko        | 5:7   | 3:8   | (3:6) | —     | 3 | 0 | 0 | 3 | 11:21 | 0 |

| Poř. | Tým       | SUI   | GER   | FRA   | SWE   | Z | V | R | P | Skóre | B |
| 5.   | Švýcarsko | —     | 2:2   | 11:3  | (0:9) | 2 | 1 | 1 | 0 | 13:5  | 3 |
| 6.   | SRN       | 2:2   | —     | (3:3) | 2:7   | 2 | 0 | 2 | 0 | 5:5   | 2 |
| 7.   | Francie   | 3:11  | (3:3) | —     | 2:18  | 2 | 0 | 1 | 1 | 6:14  | 1 |
| N    | Švédsko B | (9:0) | 7:2   | 18:2  | —     | — | — | — | — | —:—   | — |

 Polsko neúčastí automaticky sestoupilo z elitní skupiny.

## Turnajová ocenění
|                            | Brankář       | Obránce        | Obránce        | Útočníci        | Útočníci        | Útočníci        |
| -------------------------- | ------------- | -------------- | -------------- | --------------- | --------------- | --------------- |
| Ceny direktoriátu IIHF     | Dominik Hašek | Alexej Gusarov | Alexej Gusarov | Tomas Sandström | Tomas Sandström | Tomas Sandström |
| All-Star Tým (podle médií) | Dominik Hašek | Ulf Samuelsson | Alexej Gusarov | Tomas Sandström | Petr Rosol      | Petr Klíma      |

### Produktivita
|                              | G  | A | B  |
| ---------------------------- | -- | - | -- |
| Petr Rosol                   | 8  | 5 | 13 |
| Mikael Wikström              | 10 | 0 | 10 |
| Petr Klíma                   | 7  | 2 | 9  |
| Tomas Sandström              | 5  | 2 | 7  |
| Zdeněk Hrabě a Jiří Jiroutek | 4  | 3 | 7  |

## Mistři Evropy - Švédsko
Brankáři: Jacob Gustavsson, Gustav Sandkvist

Obránci: Peter Andersson, Per Forsberg, Jens Johansson, Mats Kihlström, Thomas Lilja, Ulf Samuelsson, Jan Karlsson

Útočníci: Lars Byström, Torgny Karlsson, Roland Westin, Jon Lundström, Peter Bäckström, Niklas Mannberg, Tommy Lehman, Tomas Sandström, Mikael Lindholm, Dan Wiberg, Mikael Wikström.

## Československá reprezentace
Brankáři: Dominik Hašek, Roman Višňák

Obránci: Miloš Rehák, František Musil, Miloš Hrubeš, Martin Střída, Miroslav Marcinko, Vladimír Kolek, Radek Novák

Útočníci: Libor Dolana, Jiří Jiroutek, Petr Rosol, Petr Klíma, Jiří Poner, Zdeněk Hrabě, Vladimír Kameš, Lumír Kotala, Radim Kasper, Igor Talpaš, Petr Hendrych.

## Nižší skupiny

### B skupina
Šampionát B skupiny se odehrál v Sofii v Bulharsku, postup na mistrovství Evropy juniorů 1983 si vybojovali Norové. Naopak sestoupili
Jugoslávci.
1.  Norsko

2.  Rakousko

3.  Nizozemí

4.  Dánsko

5.  Rumunsko

6.  Bulharsko

7.  Itálie

8.  Jugoslávie

### C skupina
Šampionát C skupiny se odehrálv Durhamu v Velké Británii, vyhráli jej Maďaři.
1.  Maďarsko

2.  Španělsko

3.  Velká Británie